# Mateřídouška časná
Mateřídouška časná (Thymus praecox) je aromatická bylina či polokeř z čeledi hluchavkovitých. Kvete záhy zjara. Je to značně proměnlivý druh, členěný do několika poddruhů. V Česku se vyskytuje pouze nominátní Thymus praecox subsp. praecox, jde o vzácnější druh (kategorie C4a).

## Popis
Vytrvalá rostlina s poléhavými nebo plazivými, kořenujícími lodyhami, rostoucí do výšky 3 až 15 cm. Lodyhy se větví monopodiálním způsobem, jsou tedy zakončeny sterilními výhonky, květonosné větve vyrůstají v řadách z lodyhy. Hlavní lodyhy jsou v průřezu čtyřhranné až okrouhlé, stejnoměrně chlupaté, chloupky jsou buď odstáté, nebo obrácené směrem dolů.
Listy jsou tuhé, jednoduché, celokrajné, elipčité, čárkovité nebo kopinatého tvaru. Na rubu listu je zpeřená žilnatina s vyniklou hlavní žilkou, boční jsou slabší, horní pár se na okraji spojuje. Listy na květonosných lodyhách jsou proměnlivé velikosti, od začátku báze směrem k vrcholu postupně se zvětšující. Největší mají 20 mm na délku a 10 mm na šířku. Spodní, menší lístky mají krátké řapíky, větší, rostoucí výše na rostlině jsou přisedlé ke stonku.
Květy jsou drobné, světle fialové barvy, oboupohlavné, vyrůstají v úžlabí horních listů a jsou uspořádány v lichopřeslenitém květenství. Kalich je trubkovitě zvonkovitý, pokrytý chloupky, se třemi zuby horního a dvěma zuby dolního pysku. Velikost koruny se pohybuje v rozmezí 3 až 6 mm. V květu lze nalézt čtyři tyčinky s prašnými váčky a dvouklaný pestík se svrchním semeníkem. Plodem jsou čtyři tvrdky.
V českých podmínkách kvete od dubna do července.

## Rozšíření a ekologie
Jde o převážně evropský druh, který lze nalézt od Francie, přes země Beneluxu, Německo, až po jižní Polsko; roste též ve Skandinávii, na Britských ostrovech, na Islandu a na jižním pobřeží Grónska. Na východě zasahuje přes Malou Asii na Kavkaz a do hor Íránu. V Česku jej lze nalézt v teplých oblastech jižní Moravy, středních a severozápadních Čech (povodí Labe, Ohře, dolní Berounky, Praha a okolí).
Roste na písčitých úhorech, skalních výchozech a sutích, na stráních, ve světlých dubových hájích, borových lesích nebo ve stepních lokalitách. Lze ji najít od nížin přes pahorkatiny až po hory jako jsou Alpy. Preferuje vápenité podloží, ale v zásadě je generalistou schopným růst i na kyselém substrátu. Vyžaduje stanoviště s plným osluněním.

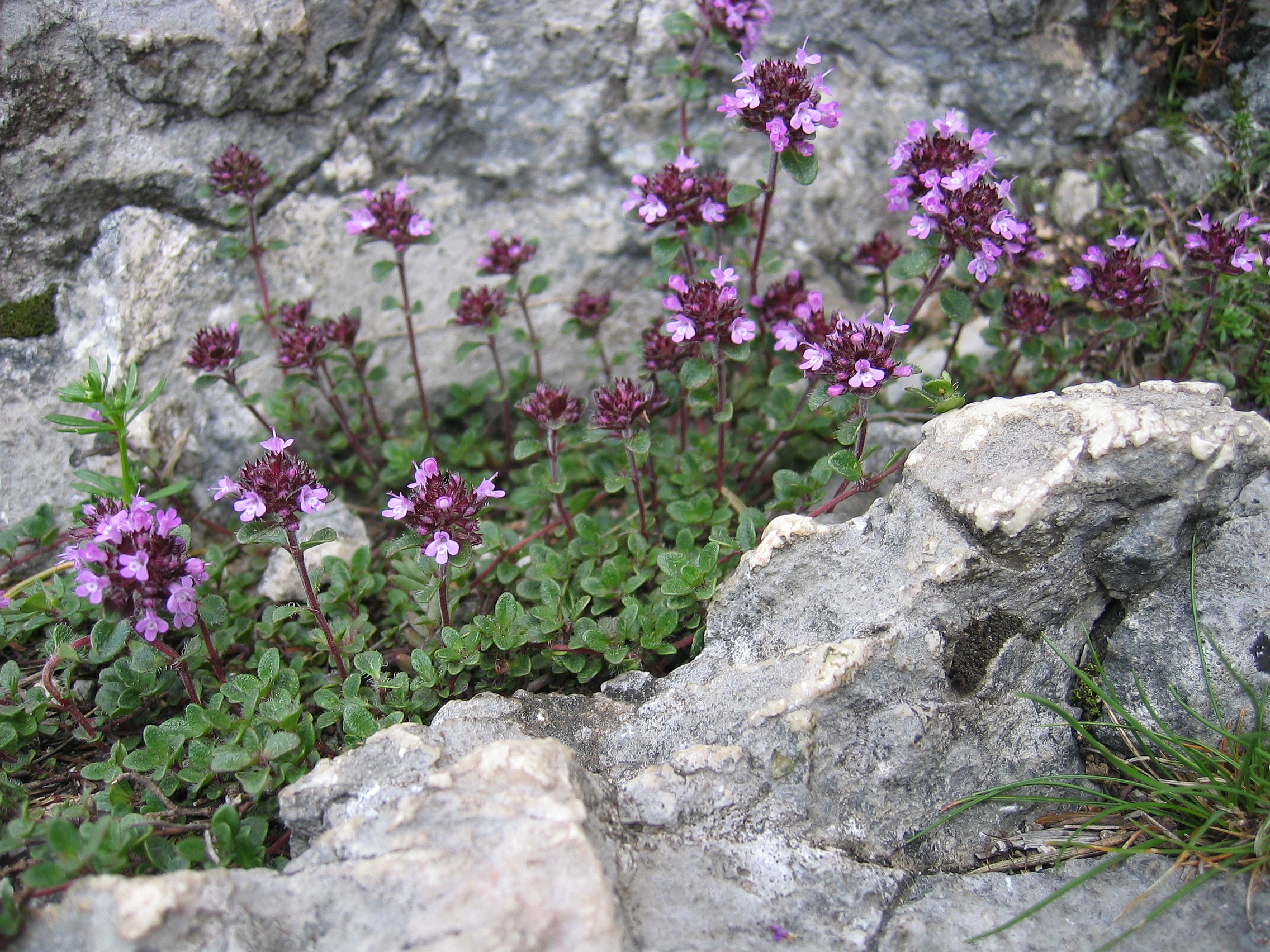
Thymus praecox subsp. polytrichus

## Systematika

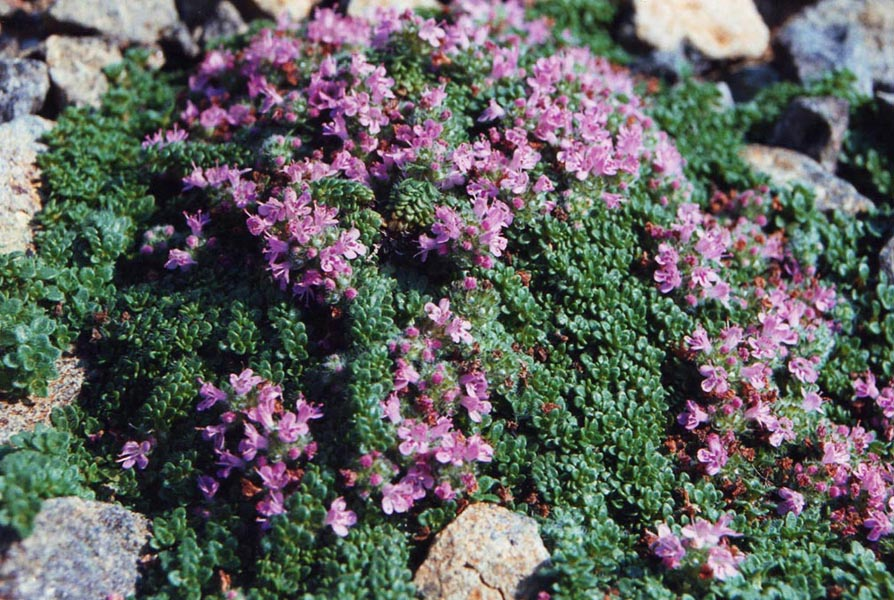
Nízký, přitiskle rostoucí poddruh britannicus

V aktuální taxonomii se druh člení do 8 poddruhů, z nichž některé byly dříve považovány za samostatné druhy. Ke každému taxonu existuje obtížně přehledné množství synonym.
- Thymus praecox subsp. praecox: nominátní poddruh, rozšířen v západní, střední a jihovýchodní Evropě; jediný, který roste též v Česku
- Thymus praecox subsp. britannicus (synonyma: Thymus britannicus, Thymus arcticus, Thymus pseudolanuginosus,Thymus drucei): jihozápadní Evropa, Skandinávie, Britské ostrovy, Island, Grónsko
- Thymus praecox subsp. caucasicus: jihovýchodní Turecko, Kavkaz
- Thymus praecox subsp. grossheimii: severovýchodní Turecko, Kavkaz, Írán
- Thymus praecox subsp. parvulus: Sicílie
- Thymus praecox subsp. polytrichus: jižní a jihovýchodní Evropa
- Thymus praecox subsp. widderi: východní Alpy
- Thymus praecox subsp. zygiformis: Balkán[5]

## Využití
Tak jako jiné mateřídoušky by se dala usušená použít na přípravu čaje, účinného při řadě onemocnění. V Česku jde ale o vzácnější druh zařazený na Červený seznam cévnatých rostlin České republiky, a proto její použití není možné.[zdroj?] Obsahuje značné množství silic, cymol, karvakrolu.
Přitiskle rostoucí odrůdy, zejména z poddruhu britannicus, se pěstují jako půdopokryvné okrasné rostliny, snášející i sešlap.